# Leucophenga pectinata
Leucophenga pectinata är en tvåvingeart som beskrevs av Toyohi Okada 1968. Leucophenga pectinata ingår i släktet Leucophenga och familjen daggflugor. Inga underarter finns listade i Catalogue of Life.